# Levasseur PL 8
Dimensions
Le Levasseur PL 8 est un avion biplan monomoteur longue distance à deux places, modifié à partir d'un avion de reconnaissance embarqué Levasseur PL 4 existant produit en France dans les années 1920. Levasseur a construit l'avion en 1927, spécifiquement pour les pilotes Charles Nungesser et François Coli pour une tentative transatlantique, permettant de gagner le prix Orteig. Seuls deux exemplaires de ce type ont été construits, le premier le PL 8-01 nommé L'Oiseau Blanc, qui est devenu célèbre comme avion de Nungesser et Coli.

## Développement
À la société Pierre Levasseur à Paris, Nungesser et Coli, en étroite collaboration avec l'ingénieur en chef Émile Farret et le directeur de production Albert Longelot, ont participé à la conception du nouveau biplan Levasseur PL 8. Basé sur le PL 4 développé pour l'Aéronavale dans le but d’opérer à partir du porte-avions français Béarn, le PL 8 était un biplan conventionnel pouvant transporter un équipage de deux personnes côte à côte dans un cockpit ouvert.
Les principales modifications comprenaient le renforcement du fuselage en contreplaqué, le changement des deux cockpits en un simple cockpit élargi permettant à Nungesser et Coli d’y entrer côte à côte. L'envergure a également été augmentée à environ 15 m. En ajoutant deux réservoirs de carburant supplémentaires montés à l'arrière du pare-feu, l’avion totalisait 4 025 litres d'essence.
Le PL 8 intègre également plusieurs dispositifs de sécurité en cas d'amerrissage forcé. Outre les petits flotteurs fixés directement sous l'aile inférieure, les parties principales du train d'atterrissage à patin pouvaient être larguées au décollage afin de réduire le poids de l'avion. Le dessous du fuselage a été mis en une forme navale et a été rendu étanche pour un amerrissage. Le plan de Nungesser et Coli était de faire un amerrissage à New York devant la statue de la Liberté 
Un seul moteur en W, le 12 Eb de Lorraine-Dietrich, d’une puissance de 460 chevaux est utilisé avec les cylindres disposés en trois bancs espacés de 60° les uns des autres, similaire à la disposition utilisée dans les moteurs Napier. Le moteur a été testé pour s'assurer qu'il fonctionnerait toute la durée le vol et a fonctionné pendant plus de 40 heures alors qu'il était encore dans l'usine parisienne.
L'avion baptisé L'Oiseau Blanc était peint en blanc et portait les couleurs françaises, avec le logo personnel d'as de l'aviation de la Première Guerre mondiale de Nungesser : un crâne et des os croisés, des bougies et un cercueil, sur un cœur noir. Le biplan n'emportait pas de radio et se reposait uniquement sur la navigation céleste, une spécialité de Coli depuis ses précédents vols autour de la Méditerranée.
En 1928, un deuxième PL 8 est construit, surnommé l'Oiseau blanc no 2, équipé d'un moteur Hispano-Suiza 12M de 500 chevaux. Faisant son premier vol en 1928, le PL 8-02 était destiné à battre des records à longue distance mais a été modifié en transporteur de courrier aérien. Le 20 décembre 1929, ce deuxième PL 8-02, immatriculé F-AJKP à la Cie Générale Aéropostale et basé à Dakar piloté par Henry Delaunay, est gravement endommagé lorsqu'il heurte un nid-de-poule à l'atterrissage à Istres, l'équipage est sauf mais l'avion ne sera pas réparé.

## Historique opérationnelle
En avril 1927, le premier PL 8 a été expédié de l'usine pour Nungesser pour commencer une série de tests afin de déterminer les performances de l'avion. La plupart des vols ont été effectués autour de Villacoublay et Chartres. Bien qu'il n'ait jamais avec tous ses réservoirs pleins, il atteint, au cours d'un vol, une vitesse de 207 km par heure et une altitude de vol de 4 900 m. Une fois les essais terminés, L'Oiseau Blanc était prêt pour son vol record.

### Vol transatlantique

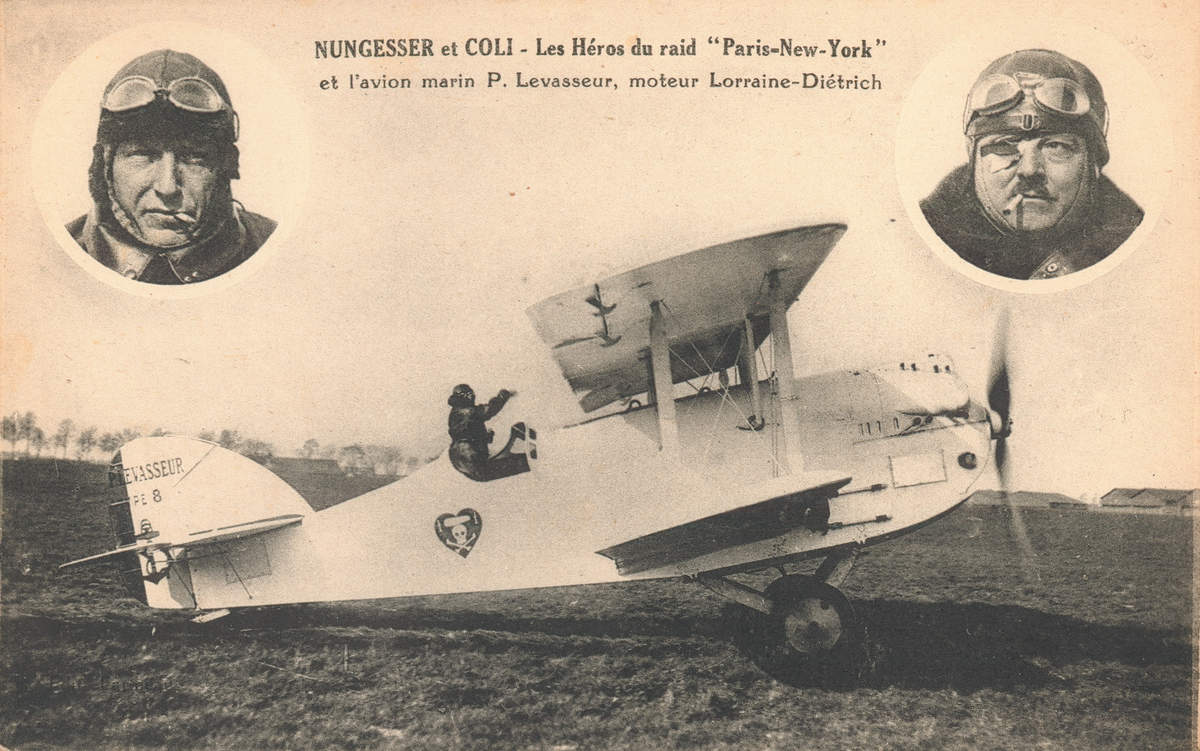
L'Oiseau Blanc lors des essais en vol, en avril 1927

L'Oiseau Blanc décolle le 8 mai 1927 à 5 h 7 de l’aéroport du Bourget à Paris, en direction de New York,. Le biplan pèse 5 000 kg au décollage, ce qui est extrêmement lourd pour un avion monomoteur. La plan de vol prévoyait une route orthodromique, qui les aurait amenés à travers la Manche, au-dessus de la partie sud-ouest de l'Angleterre et de l’Irlande, puis à traverser l’Atlantique jusqu'à Terre-Neuve, continuer au sud au-dessus de la Nouvelle-Écosse, jusqu'à Boston, et finir par un amerrissage à New York,.
L'Oiseau Blanc transportait une importante charge de 4 000 litres de carburant, ce qui leur donnait environ 42 heures de vol. Des foules se sont rassemblées à New York pour assister à l'arrivée historique, dont des dizaines de milliers de personnes à Battery Park à Manhattan pour avoir une bonne vue sur la statue de la Liberté, où l'avion devait atterrir. Une fois leur heure d'arrivée estimée passée, sans aucun mot sur le sort de l'avion, la foule a compris que l’avion avait été perdu.
Des rumeurs ont circulé selon lesquelles L'Oiseau Blanc avait été aperçu le long de sa route, à Terre-Neuve, ou au-dessus de Long Island, mais malgré le lancement d'une recherche internationale, après deux semaines, les efforts de recherche ont été abandonnés,,.
Le train d'atterrissage est la seule partie retrouvée et certifiée de L'Oiseau Blanc et est exposée au musée de l'Air et de l'Espace, à l'aéroport du Bourget à Paris, lieu de départ de L'Oiseau Blanc.